# Glen (Montana)
Glen é uma comunidade não incorporada no condado de Beaverhead, estado de Montana, nos Estados Unidos. Apesar de ser uma comunidade não incorporada possui uma estação de correios com o código zip 59732.  Glen fica na U.S. Route 91 a sul de Melrose e a norte de Dillon